# Silk Grass
Silk Grass (dt.: „Seidengras“) ist ein Dorf im Stann Creek District im Hinterland der Ostküste von Belize. 2010 hatte der Ort 1.092 Einwohner.

## Geographie
Der Ort liegt zwischen dem Black Ridge Creek, einem Zufluss des Dumbcane Creek, im Norden und dem Fowl Guts Creek, (Freshwater Creek) im Süden. Der Silk Grass Creek verläuft knapp vier Kilometer weiter nördlich. Die Küste der Karibischen See liegt etwa vier Kilometer östlich. Im Südosten liegt das Hopkins Wetland Nature Reserve und im Nordwesten de  Mayflower Bocawina National Park.
Die nächstgelegenen Orte sind Hope Creek im Norden, Sarawee und Dangriga im Nordosten, Hopkins und Commerce Bight im Südosten. Der Southern Highway verbindet den Ort mit Kendall im Südwesten und Cow Creek und Alta Vista im Nordwesten.

## Geschichte
Der Ort entstand 1962, nachdem der Hurrikan Hattie 1961 Teile von Belize verwüstet hatte. Die Regierung wollte Menschen von der Küste dazu anregen, sich wieder im Landesinneren anzusiedeln. In Silk Grass siedelten zuerst Kreolen aus dem Tal des Sittee River. Später kamen auch zahlreiche Maya hinzu.

## Klima
Nach dem Köppen-Geiger-System zeichnet sich durch ein tropisches Klima mit der Kurzbezeichnung Af aus.